# Omonia Aradippou
Omonia Aradippou (řecky Ομόνοια Αραδίππου) je kyperský fotbalový klub z města Aradippou nedaleko Larnaky, který byl založen v roce 1929. Domácím hřištěm je stadion Aradippou s kapacitou cca 2 000 míst.
Klubové barvy jsou modrá a bílá. Městským rivalem Omonie je Ermis Aradippou.
Klub hraje druhou kyperskou ligu B' katigoría.

## Logo
Klubovému logu dominuje dvojice bílých holubic a nápis ΟΜΟNIA ΑΡΑΔΙΠΠΟΥ. V emblému je i letopočet založení 1929.